# 羊乳 (植物)
羊乳（学名：Codonopsis lanceolata）为桔梗科党参属的植物。分布在日本、远东地区、朝鲜以及中国大陆的华东、华北、东北等地，生长于海拔190米至1,500米的地区，常生长在山坡灌木林下沟边阴湿地区以及阔叶林内，目前尚未由人工引种栽培。

## 别名
羊奶参、轮叶党参

## 异名
- Campanumoea lanceolata (Sieb. et Zucc.) Trautv.

## 画廊

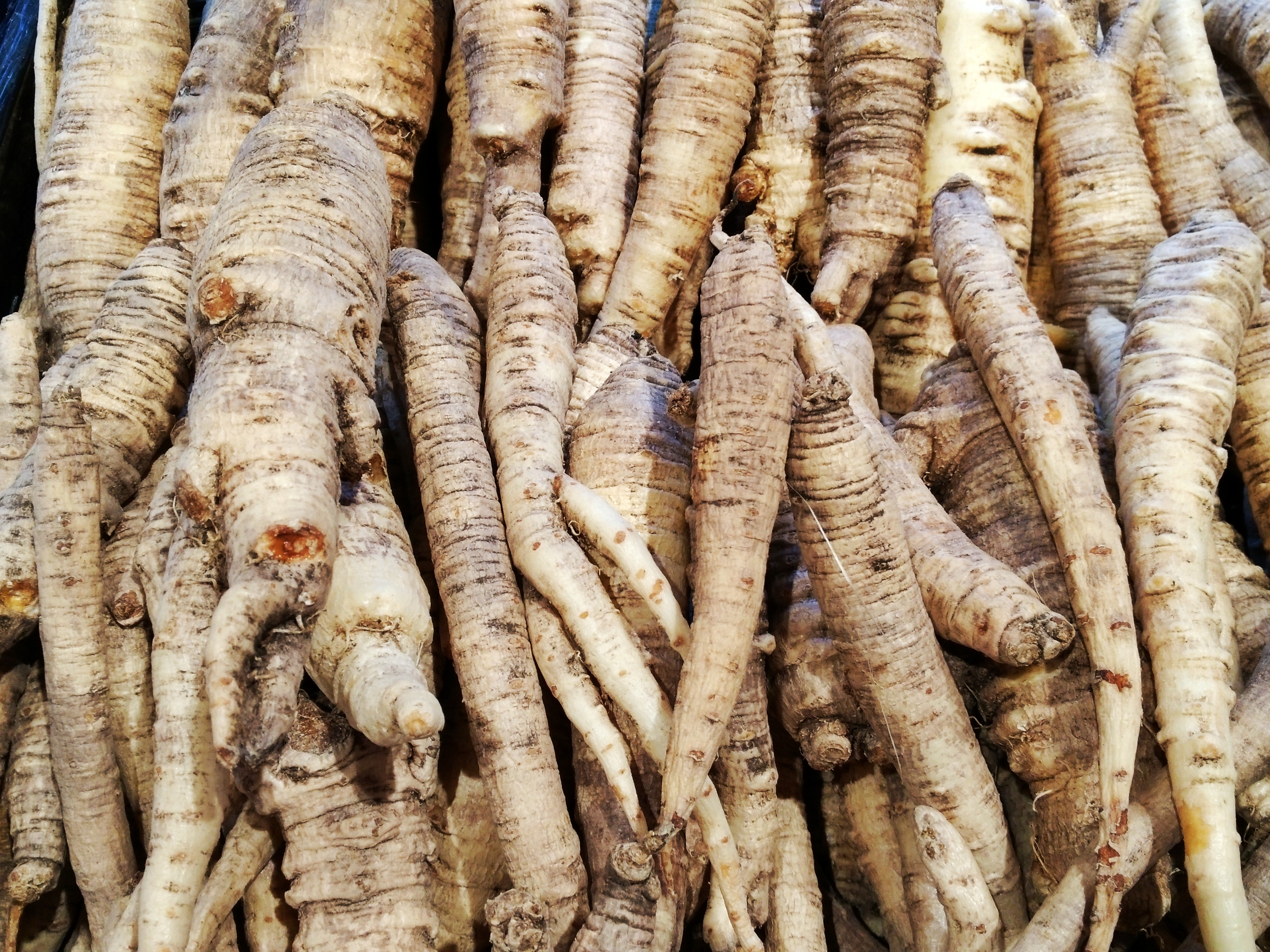
羊乳
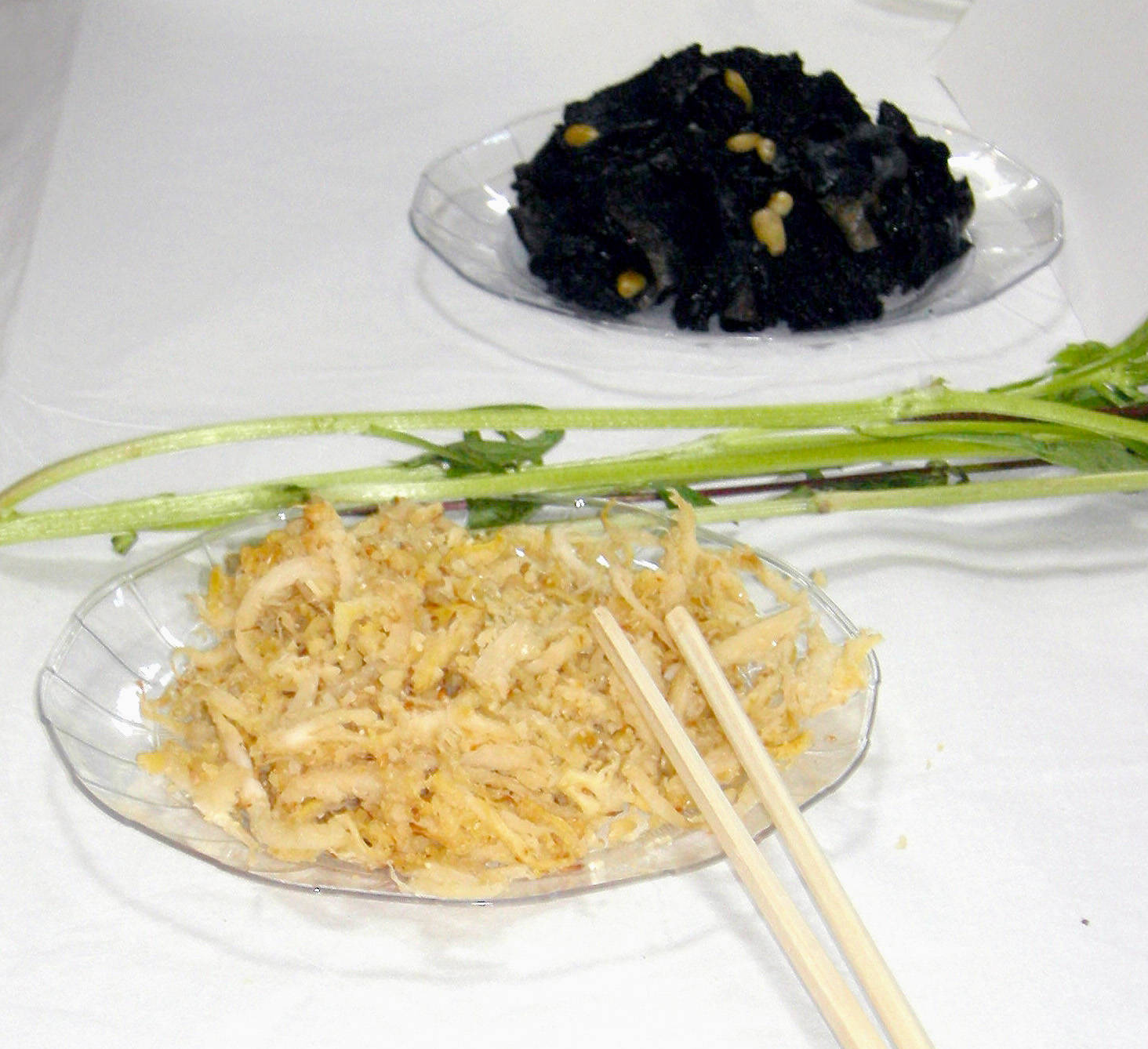
韩国菜
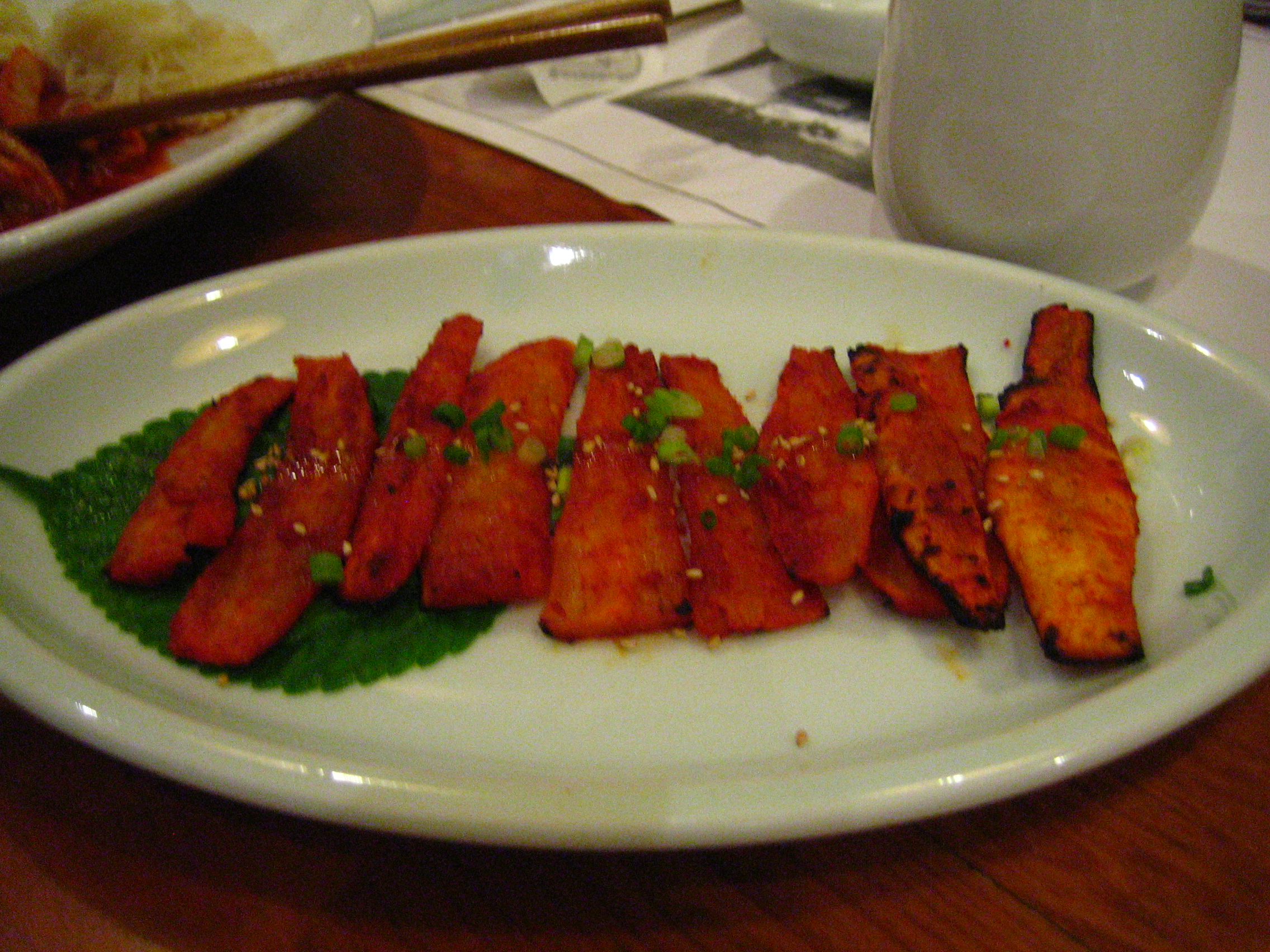
韩国菜